# ネオ・ソウル
ネオ・ソウル（neo soul）はコンテンポラリーR&Bのサブ・ジャンルの一種。1970年代の流行性のソウル・ミュージック（ニュー・ソウル）にジャズ、ファンク、ヒップ・ホップ、ハウスの要素が加わり、発展した音楽のジャンルである。様々な音楽とクロスオーヴァーしていることから、明確な定義がもてない音楽用語でもある。
ネオ・ソウル期は1990年代末にモータウン・レコードのキダー・マッセンバーグにより起こされた。

## ミュージシャン
- エリカ・バドゥ
- エリック・ベネイ
- ディアンジェロ
- ドゥエレ
- ビラル
- レイラ・ハサウェイ
- ローリン・ヒル
- アリシア・キーズ
- フランク・オーシャン
- ジョン・レジェンド
- マックスウェル
- ミシェル・ンデゲオチェロ
- ミゲル
- ジル・スコット
- トニ!トニ!トニ!
- ラファエル・サディーク
- マイロン
- ジャヒーム
- リンデン・デイヴィッド・ホール
- アロー・ブラック
- ミュージック・ソウルチャイルド
- アンソニー・ハミルトン
- ケイトラナダ